# اتفاقية السماوات المفتوحة
اتفاقية السماوات المفتوحة أو الأجواء المفتوحة (بالإنجليزية: Treaty on Open Skies) هي معاهدة تم إقرارها في عام 1992، من قبل 27 دولة، في العاصمة الفنلندية «هلسنكي»، وبدأ العمل بها في أول يناير 2002، وتضم حاليا 32 دولة. تسمح الاتفاقية بوجود طائرات مراقبة غير مسلحة للاستكشاف في أجواء الدول المشتركة، تهدف الاتفاقية إلى تعزيز التفاهم المتبادل والثقة عن طريق إعطاء جميع المشتركين بها، بغض النظر عن حجم الدولة المشاركة، دور مباشر في جمع المعلومات عن القوات العسكرية والأنشطة التي تهمها.

## قوانين الاتفاقية
- يتاح للدول الأعضاء استخدام طائرات استطلاع مزودة بأجهزة رؤية تمكنها من رصد جميع أنواع الأسلحة المتواجدة على الأرض في الدول الأخرى أثناء تنفيذ مهمتها.
- الدولة التي تستضيف طائرات الدولة الأخرى تحصل على نسخة كاملة من المعلومات التي يتم جمعها خلال مهمتها الاستطلاعية، ويمكن لأي دولة من الدول الأعضاء الحصول على نسخة من تلك البيانات الاتفاق مع الدولة التي تملكها.[1]